# Teoría vertebral del cráneo

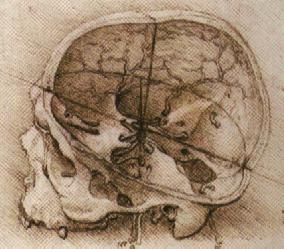
Vista de un cráneo, de Leonardo da Vinci.

La teoría vertebral del cráneo fue una teoría desarrollada a lo largo del siglo XIX en el campo de las ciencias naturales según la cual el cráneo era un conjunto de vértebras metamorfoseadas. La teoría vertebral del cráneo suele atribuírsele a Goethe, aunque fue Lorenz Oken quien por primera vez la expuso sistemáticamente. 
La teoría vertebral del cráneo fue formulada en varias ocasiones de manera independiente entre finales del XVIII y finales del XIX. Fue el caso de Johan Peter Frank (1791), Kielmeyer, Jean Baptiste Burdin, Auguste Duméril y Étienne Geoffroy Saint-Hilaire. No obstante, fue Lorenz Oken el primero en formularla de manera precisa, siendo también la primera vez que se consideraba el cráneo no como una sola vértebra sino como el conjunto de varias vértebras modificadas. 

## La teoría de Oken

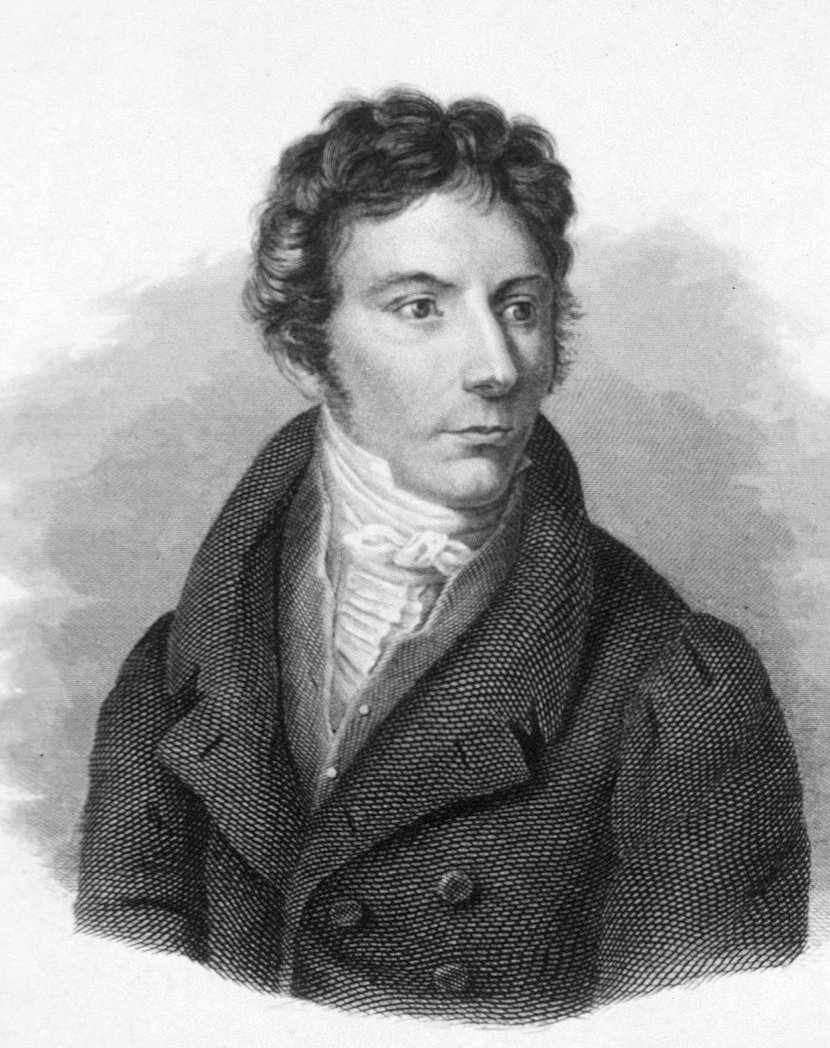
Lorenz Oken.

En 1807 Lorenz Oken publica su obra Ueber die Bedeutung der Schädelknochen (Sobre la significación de los huesos del cráneo) donde expone la teoría según la cual el cráneo es un conjunto de varias vértebras modificadas, cada una de ellas asociada a uno de los sentidos. De este modo, las “vértebras cefálicas” son, en la teoría de Oken, “vértebras sensoriales”. Esta teoría está profundamente vinculada a su filosofía: los huesos representan el polo terroso y pasivo de la Naturaleza y los nervios el polo solar y activo. 
Por otro lado, Oken estableció un paralelismo entre las vértebras del cráneo y las que conformaban la columna vertebral, de modo que la cabeza, repetía la estructura del tronco. La analogía se fundaba, de nuevo, en razones tanto morfológicas como funcionales pues, según Oken, el tórax y la cavidez nasal estaban ligados a la respiración. 
La teoría vertebral del cráneo fue ampliamente aceptada a partir de 1820, aunque hubo numerosas disputas respecto al número de vértebras que componían el cráneo: 7 (Geoffroy), 6 (Goethe), 4 (Bojanus, Owen) o 3 (Spix y Oken).

## La fundamentación embriológica
La teoría vertebral del cráneo fue defendida desde una perspectiva embriológica por Johannes Peter Müller, Carl Boglislaus Reichert y Rudolph Albert von Kölliker.

## Críticas a la teoría vertebral del cráneo
La teoría vertebral del cráneo empezó a ser criticada desde la perspectiva embriológica por C. Vogt y más tarde, por Louis Agassiz, aunque la crítica más completa vino de la mano de Thomas Huxley. Georges Cuvier fue también un firme opositor a la teoría vertebral del cráneo, admitiendo solo la analogía del segmento occipital.